# Rajd Żmudzi 2022
Rajd Žemaitija 2022 (Rally Žemaitija 2022, Rajd Żmudzi 2022) – kolejna edycja Rajdu Žemaitija. To rajd samochodowy, który był rozgrywany od 8 do 10 lipca 2022 roku. Bazą rajdu było miasto na Litwie – Kielmy. Była to czwarta runda rajdowych samochodowych mistrzostw Polski w roku 2022 i zarazem trzecia runda Rajdowych Mistrzostwa Litwy w roku 2022.

## Lista zgłoszeń
Poniższa lista spośród 84 zgłoszonych zawodników obejmuje tylko zawodników startujących samochodami grupy Rally 2.
| Nr | Kierowca            | Pilot                | Zespół                           | Samochód               | Klasyfikacja |
| -- | ------------------- | -------------------- | -------------------------------- | ---------------------- | ------------ |
| 1  | Dominykas Butvilas  | Renatas Vaitkevičius | 8000RPM Motorsport               | Škoda Fabia R5         | LARČ, RSMP   |
| 2  | Tom Kristensson     | Andreas Johansson    | Kowax 2BRally Racing             | Hyundai i20 R5         | RSMP         |
| 4  | Vladas Jurkevičius  | Aisvydas Paliukėnas  | Atlantis Racing                  | Škoda Fabia Rally2 evo | LARČ         |
| 5  | Kacper Wróblewski   | Jakub Wróbel         |                                  | Škoda Fabia Rally2 evo | RSMP         |
| 6  | Adrian Chwietczuk   | Jarosław Baran       |                                  | Škoda Fabia Rally2 evo | RSMP         |
| 7  | Sylwester Płachytka | Jacek Nowaczewski    |                                  | Škoda Fabia Rally2 evo | RSMP         |
| 8  | Giedrius Notkus     | Dalius Strižanas     | Viada-Multi FX                   | Škoda Fabia R5         | LARČ         |
| 9  | Grzegorz Grzyb      | Adam Binięda         |                                  | Škoda Fabia Rally2 evo | RSMP         |
| 10 | Maciej Lubiak       | Grzegorz Dachowski   |                                  | Škoda Fabia Rally2 evo | RSMP         |
| 11 | Zbigniew Gabryś     | Daniel Dymurski      |                                  | Škoda Fabia Rally2 evo | RSMP         |
| 14 | Łukasz Byśkiniewicz | Daniel Siatkowski    |                                  | Hyundai i20 R5         | RSMP         |
| 15 | Jarosław Szeja      | Marcin Szeja         | Kowax 2BRally Racing             | Hyundai i20 R5         | RSMP         |
| 16 | Mariusz Sobótka     | Mateusz Martynek     |                                  | Škoda Fabia R5         | RSMP         |
| 20 | Josh McErlean       | James Fulton         | Motorsport Ireland Rally Academy | Hyundai i20 N Rally2   | LARČ         |
| 23 | Jonas Sluckus       | Giedrius Šileikis    | Viada-Multi FX                   | Škoda Fabia R5         | LARČ         |

## Zwycięzcy odcinków specjalnych[3]
| Dzień     | Numer odcinka | Nazwa odcinka            | Długość  | Zwycięzca odcinka                     | Samochód                              | Czas             | Lider rajdu        |
| --------- | ------------- | ------------------------ | -------- | ------------------------------------- | ------------------------------------- | ---------------- | ------------------ |
| 8 czerwca | OS1           | Aztec Oils               | 3,72 km  | Tom Kristensson                       | Hyundai i20 R5                        | 2:03,1           | Tom Kristensson    |
| 8 czerwca | OS2           | KIA                      | 6,68 km  | Dominykas Butvilas                    | Škoda Fabia R5                        | 3:21,5           | Dominykas Butvilas |
| 8 czerwca | OS3           | Radiocentras             | 5,55 km  | Tom Kristensson                       | Hyundai i20 R5                        | 2:41,1           | Tom Kristensson    |
| 8 czerwca | OS4           | Kelmė                    | 2,21 km  | Tom Kristensson                       | Hyundai i20 R5                        | 1:42,2           | Tom Kristensson    |
| 8 czerwca | OS5           | Monadalis.lt             | 5,14 km  | Vladas Jurkevičius                    | Škoda Fabia Rally2 evo                | 2:58,1           | Tom Kristensson    |
| 8 czerwca | OS6           | Aliplast 1               | 6,01 km  | Tom Kristensson                       | Hyundai i20 R5                        | 3:05,6           | Tom Kristensson    |
| 9 czerwca | OS7           | Tomui                    | 14,52 km | Dominykas Butvilas Vladas Jurkevičius | Škoda Fabia R5 Škoda Fabia Rally2 evo | 7:14,1           | Tom Kristensson    |
| 9 czerwca | OS8           | Aliplast 2               | 13,58 km | Tom Kristensson                       | Hyundai i20 R5                        | 6:50,9           | Tom Kristensson    |
| 9 czerwca | OS9           | Tomui                    | 14,52 km | Josh McErlean                         | Hyundai i20 N Rally2                  | 7:35,8           | Tom Kristensson    |
| 9 czerwca | OS10          | Aliplast 2               | 13,58 km | Odcinek odwołany                      | Odcinek odwołany                      | Odcinek odwołany | Tom Kristensson    |
| 9 czerwca | OS11          | Pakelo/Red Bull          | 5,71 km  | Tom Kristensson                       | Hyundai i20 R5                        | 2:42,0           | Tom Kristensson    |
| 9 czerwca | OS12          | Autopartner/Monadalis.lt | 8,50 km  | Tom Kristensson                       | Hyundai i20 R5                        | 4:33,1           | Tom Kristensson    |
| 9 czerwca | OS13          | Pakelo/Red Bull          | 5,71 km  | Tom Kristensson                       | Hyundai i20 R5                        | 2:45,1           | Tom Kristensson    |
| 9 czerwca | OS14          | Autopartner/Monadalis.lt | 8,50 km  | Tom Kristensson                       | Hyundai i20 R5                        | 4:32,4           | Tom Kristensson    |

### Power Stage w RSMP – OS14[4]
| Miejsce | Kierowca            | Pilot             | Samochód               | Czas/strata | Punkty |
| ------- | ------------------- | ----------------- | ---------------------- | ----------- | ------ |
| 1       | Tom Kristensson     | Andreas Johansson | Hyundai i20 R5         | 4:32,4      | 5      |
| 2       | Sylwester Płachytka | Jacek Nowaczewski | Škoda Fabia Rally2 evo | +1,6        | 4      |
| 3       | Kacper Wróblewski   | Jakub Wróbel      | Škoda Fabia Rally2 evo | +1,8        | 3      |
| 4       | Adrian Chwietczuk   | Jarosław Baran    | Škoda Fabia Rally2 evo | +3,3        | 2      |
| 5       | Grzegorz Grzyb      | Adam Binięda      | Škoda Fabia Rally2 evo | +5,6        | 1      |

## Wyniki końcowe rajdu[5]
| Miejsce | Kierowca            | Pilot                | Samochód               | Czas    | Strata  | Grupa Klasa   |
| ------- | ------------------- | -------------------- | ---------------------- | ------- | ------- | ------------- |
| 1       | Tom Kristensson     | Andreas Johansson    | Hyundai i20 R5         | 52:15,9 | –       | AWD, 2        |
| 2       | Dominykas Butvilas  | Renatas Vaitkevičius | Škoda Fabia R5         | 52:35,2 | +19,3   | AWD, LARČ2, 2 |
| 3       | Vladas Jurkevičius  | Aisvydas Paliukėnas  | Škoda Fabia Rally2 evo | 52:54,5 | +38,6   | AWD, LARČ2    |
| 4       | Sylwester Płachytka | Jacek Nowaczewski    | Škoda Fabia Rally2 evo | 53:18,1 | +1:02,2 | AWD, 2        |
| 5       | Grzegorz Grzyb      | Adam Binięda         | Škoda Fabia Rally2 evo | 53:19,4 | +1:03,5 | AWD, 2        |
| 6       | Adrian Chwietczuk   | Damian Syty          | Škoda Fabia Rally2 evo | 53:22,4 | +1:06,5 | AWD, 2        |
| 7       | Kacper Wróblewski   | Jakub Wróbel         | Škoda Fabia Rally2 evo | 53:24,5 | +1:08,6 | AWD, 2        |
| 8       | Giedrius Notkus     | Dalius Strižanas     | Škoda Fabia R5         | 53:24,9 | +1:09,0 | AWD, LARČ2    |
| 9       | Martynas Samsonas   | Ervinas Snitkas      | Škoda Fabia N5         | 53:35,6 | +1:19,7 | AWD, LARČ1    |
| 10      | Josh McErlean       | James Fulton         | Hyundai i20 N Rally2   | 53:52,1 | +1:36,2 | AWD           |

Klasyfikacja RSMP
W klasyfikacji RSMP dodatkowe punkty przyznawane są za odcinek Power Stage.
| Miejsce | Kierowca            | Pilot               | Samochód                | Czas      | Strata  | Grupa         | Punkty |
| ------- | ------------------- | ------------------- | ----------------------- | --------- | ------- | ------------- | ------ |
| 1       | Tom Kristensson     | Andreas Johansson   | Hyundai i20 R5          | 52:15,9   | –       | AWD, 2        | 30+5   |
| 2       | Sylwester Płachytka | Jacek Nowaczewski   | Škoda Fabia Rally2 evo  | 53:18,1   | +1:02,2 | AWD, 2        | 24+4   |
| 3       | Grzegorz Grzyb      | Adam Binięda        | Škoda Fabia Rally2 evo  | 53:19,4   | +1:03,5 | AWD, 2        | 21+1   |
| 4       | Adrian Chwietczuk   | Damian Syty         | Škoda Fabia Rally2 evo  | 53:22,4   | +1:06,5 | AWD, 2        | 19+2   |
| 5       | Kacper Wróblewski   | Jakub Wróbel        | Škoda Fabia Rally2 evo  | 53:24,5   | +1:08,6 | AWD, 2        | 17+3   |
| 6       | Maciej Lubiak       | Grzegorz Dachowski  | Škoda Fabia Rally2 evo  | 54:16,7   | +2:00,8 | AWD, 2        | 15     |
| 7       | Zbigniew Gabryś     | Daniel Dymurski     | Škoda Fabia Rally2 evo  | 54:36,3   | +2:20,4 | AWD, 2        | 13     |
| 8       | Łukasz Byśkiniewicz | Daniel Siatkowski   | Hyundai i20 R5          | 54:38,2   | +2:22,3 | AWD, 2        | 11     |
| 9       | Kamil Bolek         | Łukasz Jastrzębski  | Ford Fiesta Rally3      | 58:05,7   | +5:49,8 | AWD, 3        | 9      |
| 10      | Marek Roefler       | Marek Bała          | Subaru Impreza GT Turbo | 59:53,1   | +7:37,2 | AWD, NAT2     | 7      |
| 11      | Rafał Kwiatkowski   | Jarosław Zawadzki   | Subaru Impreza STi R4   | 1:00:22,4 | +8:06,5 | AWD, NAT2     | 5      |
| 12      | Adam Sroka          | Patryk Kielar       | Peugeot 208 Rally4      | 1:00:27,6 | +8:11,7 | 2WD, 4        | 4      |
| 13      | Marcin Kowal        | Sebastian Lenkowski | Ford Fiesta Rally3      | 1:00:40,3 | +8:24,4 | AWD, 3        | 3      |
| 14      | Marek Nowak         | Adam Grzelka        | Opel Corsa Rally4       | 1:01:31,2 | +9:15,3 | 2WD, 4        | 2      |
| 15      | Grzegorz Bonder     | Kamil Heller        | Renault Clio Rally4     | 1:02:12,5 | +9:56,6 | 2WD, LARČ4, 4 | 1      |

## Klasyfikacja kierowców RSMP 2022 po 4 rundach
Punkty otrzymuje 15 pierwszych zawodników, którzy ukończą rajd według klucza:
| Miejsce | 1  | 2  | 3  | 4  | 5  | 6  | 7  | 8  | 9 | 10 | 11 | 12 | 13 | 14 | 15 |
| Punkty  | 30 | 24 | 21 | 19 | 17 | 15 | 13 | 11 | 9 | 7  | 5  | 4  | 3  | 2  | 1  |

Dodatkowe punkty zawodnicy zdobywają za ostatni odcinek specjalny zwany Power Stage, punktowany: za zwycięstwo – 5, drugie miejsce – 4, trzecie – 3, czwarte – 2 i piąte – 1 punkt.
| Miejsce | 1 | 2 | 3 | 4 | 5 |
| Punkty  | 5 | 4 | 3 | 2 | 1 |

W tabeli uwzględniono miejsce, które zajął zawodnik w poszczególnym rajdzie, a w indeksie górnym umieszczono miejsce zajęte na ostatnim, dodatkowo punktowanym odcinku specjalnym tzw. Power Stage.
| Poz. | Kierowca            | Świdnicki | Podlaski | Polski | Żmudzi | Rzeszowski | Śląska | Wisły | Koszyc | Suma punktów |
| ---- | ------------------- | --------- | -------- | ------ | ------ | ---------- | ------ | ----- | ------ | ------------ |
| 1    | Tom Kristensson     | 3         | 1        | 21     | 1      |            |        |       |        | 123          |
| 2    | Grzegorz Grzyb      | 2         | 5        | 3      | 35     |            |        |       |        | 91           |
| 3    | Kacper Wróblewski   | 1         | 23       |        | 53     |            |        |       |        | 82           |
| 4    | Maciej Lubiak       | 6         | 34       | 5      | 6      |            |        |       |        | 71           |
| 5    | Zbigniew Gabryś     | 5         | 6        | NU     | 7      |            |        |       |        | 45           |
| 6    | Sylwester Płachytka | 84        | NU       |        | 2      |            |        |       |        | 41           |
| 7    | Adrian Chwietczuk   |           |          | 4      | 42     |            |        |       |        | 40           |
| 8    | Łukasz Byśkiniewicz | 7         | 8        | NU     | 8      |            |        |       |        | 35           |
| 9    | Mikołaj Marczyk     |           |          | 12     |        |            |        |       |        | 34           |
| 10   | Kamil Bolek         | 12        | 9        | 11     | 9      |            |        |       |        | 27           |
| 11   | Adam Sroka          | 10        | NU       | 7      | 12     |            |        |       |        | 24           |
| 12   | Krzysztof Bubik     |           | 42       |        |        |            |        |       |        | 23           |
| 13   | Jarosław Szeja      | 45        | NU       |        |        |            |        |       |        | 20           |
| 14   | Daniel Chwist       |           |          | 64     |        |            |        |       |        | 17           |
| 15   | Radosław Typa       |           | 75       | NU     |        |            |        |       |        | 14           |
| 16   | Gracjan Predko      | NU        | 11       | 9      |        |            |        |       |        | 14           |
| 17   | Marek Roefler       | 42        | 10       |        | 10     |            |        |       |        | 14           |
| 18   | Rafał Kwiatkowski   | 11        |          | 14     | 11     |            |        |       |        | 12           |
| 19   | Michał Tochowicz    | NU        |          | 8      |        |            |        |       |        | 11           |
| 20   | Jacek Sobczak       | 9         | 14       |        |        |            |        |       |        | 11           |
| 21   | Błażej Gazda        | 14        | NU       | 10     |        |            |        |       |        | 9            |
| 22   | Tomasz Ociepa       | 26        | 13       | 12     |        |            |        |       |        | 7            |
| 23   | Marcin Kowal        | 21        | NU       | 13     | 13     |            |        |       |        | 6            |
| 24   | Marek Nowak         | 13        |          | NU     | 14     |            |        |       |        | 5            |
| 25   | Grzegorz Bonder     | 18        | 12       |        | 15     |            |        |       |        | 5            |
| 26   | Artur Równiatka     | 15        |          |        |        |            |        |       |        | 1            |
| 27   | Sebastian Teter     |           | 15       |        |        |            |        |       |        | 1            |
| 28   | Paweł Grzywacz      | 27        |          | 15     |        |            |        |       |        | 1            |
| Poz. | Kierowca            | Świdnicki | Podlaski | Polski | Żmudzi | Rzeszowski | Śląska | Wisły | Koszyc | Suma punktów |